# 贝卢港
贝卢港是巴西圣卡塔琳娜州的一个市镇。总面积92.762平方公里，总人口13301人，人口密度143.4人/平方公里。